# 铁木儿脱
铁木儿脱（?—?），元朝大臣，又名帖木儿脱，元英宗时中书平章政事。
元仁宗延祐二年（1315年）十月，铁木儿脱由同知枢密院事升任知枢密院事。授白云宗道人沈明仁荣禄大夫、司空。延祐七年（1320年）元英宗即位，拜为中书省平章政事。至治元年（1321年）八月，改任上都留守，后为陕西行台御史大夫。天历二年（1329年）元明宗即位，再次担任上都留守，八月，元文宗复位，拜为御史大夫。